# Альбеттоне
Альбеттоне (італ. Albettone, вен. Albeton) — муніципалітет в Італії, у регіоні Венето, провінція Віченца.
Альбеттоне розташоване на відстані близько 400 км на північ від Рима, 60 км на захід від Венеції, 21 км на південь від Віченци.
Населення — 2079 осіб (2014).

## Демографія
Населення за роками:

Станом на 1 січня 2023 року в муніципалітеті офіційно проживало 130 іноземців з 18 країн, серед них 40 громадян країн Євросоюзу та 2 громадяни України.

## Сусідні муніципалітети
- Агульяро
- Барбарано-Вічентіно
- Кампілья-дей-Беричі
- Роволон
- Соссано
- Віллага
- Во'